# 俠客行 (1982年電影)
《俠客行》，為為1982年香港邵氏公司出品，張徹執導的電影。改編自金庸同名小說俠客行。

## 劇情簡介
摩天居士謝煙客（王力飾）的玄鐵令是有求必應的聖物，該令落入路人甲狗雜種手中。但石破天不求人，謝煙客不知如何是好，最後自創陰陽失調的炎炎功想讓其走火入魔自生自滅。狗雜種走火入魔，被長樂幫貝海石所救始，並被誤認為幫主。
狗雜種突然變成幫主弄不清楚狀況，卻在身上漸漸發現沒見過的傷口。狗雜種糊塗的認為他就是幫主石破天。也有美女叮噹侍劍。原來幫主名為石中玉和他長的一樣，是雪山派的劣徒後逃跑。連石中玉的父母玄素莊石清、閔柔夫婦都認為石破天是石中玉喔。
最後石中玉出現了但不想當幫主，賞善罰惡太恐怖。石破天答應繼續當幫主。但狗雜種的身世之謎是什麼。賞善罰惡又是什麼。

## 人物角色
| 角色名稱 | 演員   | 備註                 |
| -------- | ------ | -------------------- |
| 狗雜種   | 郭追   | 實為石清之子石中堅   |
| 石中玉   | 郭追   | 長樂幫幫主，石清之子 |
| 丁璫     | 文雪兒 | 丁不三孫女           |
| 謝煙客   | 王力   |                      |
| 石清     | 唐菁   | 玄素莊莊主，石中玉父 |
| 閔柔     | 劉慧玲 | 石清妻，石中玉母     |
| 貝海石   | 孫建   | 長樂幫堂主           |
| 朱橫野   | 余太平 | 長樂幫堂主           |
| 邱山風   | 周堅平 | 長樂幫堂主           |
| 展飛     | 譚鎮渡 | 長樂幫堂主           |
| 侍劍     | 尤翠玲 | 長樂幫丫環           |
| 梅芳姑   | 夏萍   | 西方魔教公主         |
| 白虎使者 | 江生   | 西方魔教光明三使     |
| 青龍使者 | 朱客   | 西方魔教光明三使     |
| 朱雀使者 | 程天賜 | 西方魔教光明三使     |
| 丁不三   | 楊志卿 | 丁璫祖父             |
| 白萬劍   | 詹森   | 雪山派弟子           |
| 聞萬夫   | 華倫   | 雪山派弟子           |
| 封萬里   | 楊雄   | 雪山派弟子           |
| 花萬紫   | 黃薇薇 | 雪山派弟子           |
| 吳道通   | 陸劍明 | 玄鐵令持有者         |
|          | 葉天行 |                      |
|          | 強漢   | 鎮天幫幫主           |
|          | 丁東   | 鎮天幫幫眾           |
|          | 林威   | 鎮天幫幫眾           |
|          | 魏添材 | 長樂幫幫眾           |
|          | 王華   | 長樂幫幫眾           |
|          | 譚偉民 | 長樂幫幫眾           |
|          | 尹相林 |                      |
|          | 蕭玉   |                      |
|          | 林志泰 |                      |
|          | 洪新南 |                      |
|          | 張照   | 婚禮主持             |

## 其他製作人員
- 出品人：邵逸夫
- 製片：黃家禧
- 執行製片：陳列
- 助導：江生、盧遠鳴
- 武術指導：江生、郭追、鹿峰
- 劇務：劉清鵬
- 場記：關文宏
- 燈光：陳芬、關英全
- 道具：黎沃
- 化妝：吳緒清、劉繼承
- 梳妝：彭雁聯
- 服裝：劉季友
- 佈景：曹莊生

## 外部連結
- 豆瓣电影上《俠客行》的資料 （简体中文）
- 时光网上《俠客行》的資料（简体中文）
- 香港影庫上《俠客行》的資料（繁體中文）
- 互联网电影数据库（IMDb）上《俠客行》的资料（英文）